# Starîi Zbaraj, Zbaraj
Starîi Zbaraj (în ucraineană Старий Збараж) este o comună în raionul Zbaraj, regiunea Ternopil, Ucraina, formată numai din satul de reședință.

## Demografie
Componența lingvistică a comunei Starîi Zbaraj
     Ucraineană (98,08%)
     Rusă (1,79%)
     Alte limbi (0,13%)
Conform recensământului din 2001, majoritatea populației comunei Starîi Zbaraj era vorbitoare de ucraineană (98,08%), existând în minoritate și vorbitori de rusă (1,79%).